# Красностав (Житомирская область)
Красноста́в (укр. Красностав) — село на Украине, основано в 1545 году, находится в Лугинском районе Житомирской области.
Код КОАТУУ — 1822882401. Население по переписи 2001 года составляет 397 человек. Почтовый индекс — 11335. Телефонный код — 4161. Занимает площадь 2,44 км².

## Адрес местного совета
11305, Житомирская область, Лугинский р-н, с. Красностав